# Sinagoga di Pesaro
La sinagoga di Pesaro è situata in via delle Scuole 23, nell'area in cui si estendeva il ghetto ebraico, al centro della città vecchia.

## L'edificio
Nel ghetto, istituito a Pesaro nel 1632, si trovavano due sinagoghe collocate in edifici vicini: una di rito italiano (demolita nel 1957 perché pericolante, a causa del terremoto del 1930) e una di rito sefardita. Quest'ultima si presenta ancora integra nella sua struttura architettonica con le decorazioni seicentesche e buona parte degli arredi originari.
Come tipico delle sinagoghe di ghetto, niente tradisce all'esterno la presenza del luogo di culto. Sulla facciata si aprono due ingressi; uno più ampio per gli uomini (con un portalino in pietra rifatto nell'Ottocento), e uno più piccolo per le donne attraverso il quale si accede direttamente con una ripida scala alle due sale del matroneo. Nei locali al piano terreno sono collocati il forno per la cottura delle azzime, la vasca per i bagni rituali e il pozzo per le abluzioni. L'ampia e luminosa sala rettangolare è al primo piano, con alto soffitto a volta, con rosoni bianchi e azzurri di stucco intercalati da disegni floreali. L'aron e la tevah si fronteggiano sui lati minori. Il tabernacolo dell'aron è inquadrato da due colonne e da finestre. Sulla parete di fronte è collocata la tevah che forma una monumentale galleria soprelevata sulla quale doveva trovar posto non solo l'officiante ma i cantori del coro. Ai lati del ballatoio si trovano due grandi dipinti a tempera ottocenteschi: uno raffigura l'accampamento degli ebrei ai piedi del monte Sinai con la tenda-tabernacolo, l'altro si distingue per offrire una rara rappresentazione allegorica di Gerusalemme in forma femminile sullo sfondo di un paesaggio campestre (quest'ultimo dipinto deve essersi ispirato agli schizzi di qualche pellegrino di ritorno da Gerusalemme perché l'edificio rappresentato come il Tempio è in realtà la moschea di Omar). Sulle quattro pareti corre ininterrotto un alto rivestimento ligneo e una fila di banchi che si raddoppia sui lati maggiori (questa seconda fila di panche proviene dalla scomparsa sinagoga di rito italiano). Lungo la parte sinistra rispetto all'arca si affacciano dal piano superiore le ampie finestre del matroneo che in origine erano chiuse da grate lignee intarsiate con un motivo a piccole stelle di David.
Con il drammatico declino demografico della comunità ebraica di Pesaro, la sinagoga ha conosciuto nel Novecento un lungo periodo di abbandono che ha significato l'alienazione di alcuni dei suoi arredi più preziosi. L'aron di legno dorato del 1708, opera dell'ebanista Angelo Scoccianti di Cupramontana, si trova dal 1970 alla sinagoga di Livorno, il balconcino della tevah è alla sinagoga di Ancona, le grate lignee del matroneo sono in Israele, a Talpioth, vicino a Gerusalemme.
Dal 1999, la sinagoga, di proprietà della comunità ebraica di Ancona, è stata concessa in comodato al Comune di Pesaro che dal 2003 ha effettuato importanti interventi di restauro che hanno interessato le decorazioni della volta, i dipinti e gli arredi lignei rimasti, restituendo alla sala di preghiera la gran parte del suo splendore originario.